# Narve Bonna
Narve Bonna (n. 16 ianuarie 1901, Comuna Bærum, Akershus, Norvegia – d. 2 martie 1976, Comuna Bærum, Akershus, Norvegia) a fost un săritor cu schiurile ce a reprezentat Norvegia, medaliat olimpic. A participat la o ediție a Jocurilor Olimpice (1924) în care a câștigat o medalie de argint.

## Participări
Lista de mai jos prezintă principalele competiții la care a participat Narve Bonna de-a lungul carierei.
- Sărituri cu schiurile la Jocurile Olimpice de iarnă din 1924